# 新々田
新々田（しんしんでん）は、千葉県我孫子市の地名。郵便番号270-1104。

## 地理
我孫子市東部に位置する。北は布佐平和台、北東から南にかけて布佐、西は相島、三河屋新田に隣接する。地内に複数の布佐の飛地を抱える。

## 世帯数と人口
2017年（平成29年）4月1日現在の世帯数と人口は以下の通りである。
| 大字   | 世帯数  | 人口  |
| ------ | ------- | ----- |
| 新々田 | 136世帯 | 328人 |

## 小・中学校の学区
市立小・中学校に通う場合、学区は以下の通りとなる。
| 番地                 | 小学校                 | 中学校               |
| -------------------- | ---------------------- | -------------------- |
| 21番地の1〜37番地の1 | 我孫子市立布佐南小学校 | 我孫子市立布佐中学校 |
| その他               | 我孫子市立布佐小学校   | 我孫子市立布佐中学校 |

## 交通

### 鉄道
東縁をJR東日本成田線が通るが、地内は通らない。布佐駅がすぐ北側の布佐に設置されており、利用されている。

### 道路
- 国道356号

## 施設
- 千葉県立我孫子東高等学校（旧千葉県立布佐高等学校）
- 我孫子市民図書館布佐分館